# Richard Ulfsäter
Richard Claes Erik Ulfsäter (født 1. september 1975 i Helsingborg) er en svensk skuespiller. Han er blandt andet kendt for sin rolle som Patrik Hedström i filmatiseringerne af Fjällbacka-mordene og som Steffen i komedieserien Playa del Sol.
Ulfsäter har også medvirket i film som Vidunderlig og elsket af alle (2007), Maria Larssons evige øjeblik (2008) og Nobels testamente (2012).

## Udvalgt filmografi
- Jag (kortfilm, 2003)
- Mile High (tv-serie, 2004)
- Darling (2007)
- Vidunderlig og elsket af alle (2007)
- Playa del Sol (tv-serie, 2007-2019)
- Maria Larssons evige øjeblik (2008)
- Patrik 1,5 (2008)
- Vi hade i alla fall tur med vädret – igen (2008)
- Emmas film (kortfilm, 2009)
- Fire år til (2010)
- Nobels testamente (2012)
- Fjällbacka-mordene - Beskuerens øje (2012)
- Fjällbacka-mordene - Venner for livet (2013)
- Fjällbacka-mordene - Tyskerungen (2013)
- Fjällbacka-mordene - Havet giver, havet tager (2013)
- Fjällbacka-mordene - Strandridderen (2013)
- Fjällbacka-mordene - Lysets dronning (2013)
- Kommissæren og havet (tv-serie, 2015)
- Beck (tv-serie, 2016)
- Midnattssol (tv-serie, 2016)
- Dating for voksne (tv-serie, 2020)
- Suedi (2021)
- Dogborn (2022)
- Amygdala (kortfilm, 2024)